# Милан Антоновић
Милан Антоновић (Београд, 1850 — Београд, 1929) био је српски архитекта. Изградио је више зграда у Београду и Србији. 
Његово је дело комплекс Државне болнице у Београду, Палата „Анкер“ на Теразијама, Дом Друштва за улепшавање Врачара, фотографски атеље Милана Јовановића (данас биоскоп „Звезда“ у Београду), кућа Димитрија Живадиновића, које као непокретно културно добро представљају споменике културе и сведоке времена када су настајали.
Први је употребио армиране-бетонске носаче за међуспратне конструкције.